# سباق الزمن للشبان في بطولة العالم لسباق الدراجات على الطريق 2021
سباق الزمن للشبان في بطولة العالم لسباق الدراجات على الطريق 2021 (بالفرنسية: Contre-la-montre masculin des juniors aux championnats du monde de cyclisme sur route 2021)‏ هو سباق دراجات هوائية، وهو الموسم رقم 27 من سباق الزمن للشبان في بطولة العالم لسباق الدراجات على الطريق، وأقيم في 21 سبتمبر 2021، وامتدّ لمسافة 22.3 كيلومتر، وهو أحد سباقات بطولة العالم لسباق الدراجات على الطريق 2021.
فاز فيه بالمركز الأول Gustav Wang ‏، وبالمركز الثاني Josh Tarling ‏، وبالمركز الثالث Alec Segaert ‏.

## الفرق
| فرق وطنية (47)- فريق الجزائر لسباق الدراجات للرجال تحت 19 سنة‏ - فريق بلجيكا لسباق الدراجات للرجال تحت 19 سنة‏ - فريق برمودا لسباق الدراجات على الطريق للرجال تحت 19 سنة‏ - فريق بلغاريا لسباق الدراجات للرجال تحت 19 سنة‏ - فريق كندا لسباق الدراجات للرجال تحت 19 سنة‏ - فريق تشيلي لسباق الدراجات للرجال تحت 19 سنة‏ - فريق كولومبيا لسباق الدراجات للرجال تحت 19 سنة‏ - فريق كوبا لسباق الدراجات للرجال تحت 19 سنة‏ - فريق قبرص لسباق الدراجات للرجال تحت 19 سنة‏ - فريق الدنمارك لسباق الدراجات للرجال تحت 19 سنة‏ - فريق إستونيا لسباق الدراجات للرجال تحت 19 سنة‏ - فريق إثيوبيا لسباق الدراجات للرجال تحت 19 سنة‏ - فريق فنلندا لسباق الدراجات للرجال تحت 19 سنة‏ - فريق فرنسا لسباق الدراجات للرجال تحت 19 سنة‏ - فريق هولندا لسباق الدراجات على الطريق للرجال تحت 19 سنة‏ - فريق جمهورية أيرلندا لسباق الدراجات على الطريق للرجال تحت 19 سنة‏ - فريق إيطاليا لسباق الدراجات للرجال تحت 19 سنة‏ - فريق كازاخستان لسباق الدراجات للرجال تحت 19 سنة‏ - فريق كرواتيا لسباق الدراجات للرجال تحت 19 سنة‏ - فريق لاتفيا لسباق الدراجات للرجال تحت 19 سنة‏ - فريق ليتوانيا لسباق الدراجات للرجال تحت 19 سنة‏ - فريق لوكسمبورغ لسباق الدراجات للرجال تحت 19 سنة‏ - فريق المكسيك لسباق الدراجات للرجال تحت 19 سنة‏ - فريق نيوزيلندا لسباق الدراجات للرجال تحت 19 سنة‏ - فريق النرويج لسباق الدراجات على الطريق للشبان ‏ - فريق النمسا لسباق الدراجات للرجال تحت 19 سنة‏ - فريق بنما لسباق الدراجات للرجال تحت 19 سنة‏ - فريق بولندا لسباق الدراجات للرجال تحت 19 سنة‏ - فريق البرتغال لسباق الدراجات للرجال تحت 19 سنة‏ - فريق بورتوريكو لسباق الدراجات للرجال تحت 19 سنة‏ - فريق رومانيا لسباق الدراجات للرجال تحت 19 سنة‏ - فريق روسيا لسباق الدراجات للرجال تحت 19 سنة‏ - فريق رواندا لسباق الدراجات للرجال تحت 19 سنة‏ - فريق سويسرا لسباق الدراجات للرجال تحت 19 سنة‏ - فريق صربيا لسباق الدراجات للرجال تحت 19 سنة‏ - فريق سلوفينيا لسباق الدراجات للرجال تحت 19 سنة‏ - فريق سلوفاكيا لسباق الدراجات للرجال تحت 19 سنة‏ - فريق إسبانيا لسباق الدراجات للرجال تحت 19 سنة‏ - فريق بريطانيا العظمى لسباق الدراجات على الطريق للرجال تحت 19 سنة‏ - فريق السودان لسباق الدراجات للرجال تحت 19 سنة‏ - فريق التشيك لسباق الدراجات للرجال تحت 19 سنة‏ - فريق ألمانيا لسباق الدراجات للرجال تحت 19 سنة‏ - فريق أوكرانيا لسباق الدراجات للرجال تحت 19 سنة‏ - فريق المجر لسباق الدراجات للرجال تحت 19 سنة‏ - فريق الأوروغواي لسباق الدراجات للرجال تحت 19 سنة‏ - فريق الولايات المتحدة لسباق الدراجات للرجال تحت 19 سنة‏ - فريق أوزبكستان لسباق الدراجات للرجال تحت 19 سنة‏ |  |
| |  |

## التصنيف العام النهائي
| التصنيف العام         | التصنيف العام         | التصنيف العام   | التصنيف العام                                                    | التصنيف العام |
| العداء                | العداء                | البلد           | الفريق                                                           | الوقت         |
| --------------------- | --------------------- | --------------- | ---------------------------------------------------------------- | ------------- |
| 1                     | Gustav Wang ‏          | الدنمارك        | فريق الدنمارك لسباق الدراجات للرجال تحت 19 سنة                   | 25 دقيقة 37 ث |
| 2                     | Josh Tarling ‏         | المملكة المتحدة | فريق بريطانيا العظمى لسباق الدراجات على الطريق للرجال تحت 19 سنة | + 20 ث        |
| 3                     | Alec Segaert ‏         | بلجيكا          | فريق بلجيكا لسباق الدراجات للرجال تحت 19 سنة                     | + 29 ث        |
| 4                     | Carl-Frederik Bévort ‏ | الدنمارك        | فريق الدنمارك لسباق الدراجات للرجال تحت 19 سنة                   | + 30 ث        |
| 5                     | Eddy Le Huitouze ‏     | فرنسا           | فريق فرنسا لسباق الدراجات للرجال تحت 19 سنة                      | + 33 ث        |
| 6                     | Cian Uijtdebroeks ‏    | بلجيكا          | فريق بلجيكا لسباق الدراجات للرجال تحت 19 سنة                     | + 41 ث        |
| 7                     | Jan Christen ‏         | سويسرا          | فريق سويسرا لسباق الدراجات للرجال تحت 19 سنة                     | + 45 ث        |
| 8                     | Finlay Pickering ‏     | المملكة المتحدة | فريق بريطانيا العظمى لسباق الدراجات على الطريق للرجال تحت 19 سنة | + 52 ث        |
| 9                     | Samuele Bonetto ‏      | إيطاليا         | فريق إيطاليا لسباق الدراجات للرجال تحت 19 سنة                    | + 53 ث        |
| 10                    | Trym Brennsæter ‏      | النرويج         | فريق النرويج لركوب الدراجات                                      | + 58 ث        |
| مصدر: ProCyclingStats |                       |                 |                                                                  |               |

## وصلات خارجية
- لمحة عن سباق سباق الزمن للشبان في بطولة العالم لسباق الدراجات على الطريق 2021 على موقع  ProCyclingStats   (برو  سايكلنج  ستاتس) - إحصاءات  محترفي  الدراجات.
- سباق الزمن للشبان في بطولة العالم لسباق الدراجات على الطريق 2021 على موقع إحصائيات الدراجات الإحترافية (الإنجليزية)